# Gerhard Feige
Gerhard Feige (nacido el 19 de noviembre de 1951) es un obispo alemán de la Iglesia católica, que sirve como Obispo de Magdeburgo desde 2005.

## Biografía
Mons. Gerhard Feige nació el 19 de noviembre de 1951.

## Sacerdocio
El 1 de abril de 1978, fue ordenado presbítero por Mons. Johannes Braun.

## Episcopado

### Obispo Auxiliar de Magdeburgo
El 19 de julio de 1999, Juan Pablo II lo designó Obispo titular de Tisedi y Obispo Auxiliar de la Diócesis de Magdeburgo.
Fue consagrado obispo el 11 de septiembre siguiente, por Mons. Leo Nowak, Obispo de Magdeburgo; con Mons. Joachim Wanke, Obispo de Erfurt, y Mons. Paul-Werner Scheele, Obispo de Würzburg.

### Obispo de Magdeburgo
El 23 de febrero de 2005, Juan Pablo II lo designó II Obispo de la Diócesis de Magdeburgo.
Tomó posesión canónica el 16 de abril de 2005, en la Catedral de San Sebastián, de manos del Nuncio Apostólico Mons. Erwin Josef Ender, y el Arzobispo de Paderborn, Mons. Hans-Josef Becker.
El 28 de abril de 2020 fue confirmado como miembro del Pontificio Consejo para la Promoción de la Unidad de los Cristianos in aliud quinquennium.